# Герефордская (порода коров)

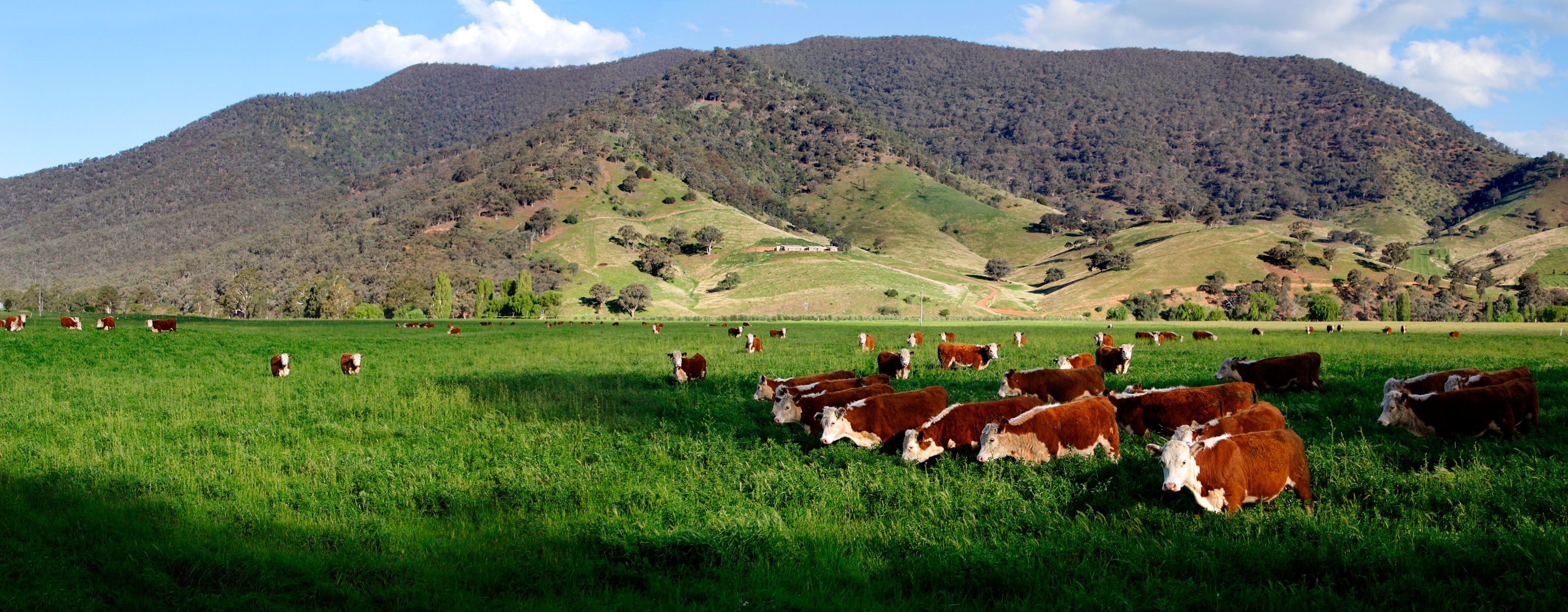
Герефорды на выпасе

Герефордская порода — мясная порода крупного рогатого скота, происходящая из британского графства Херефордшир.

## Распространенность
Герефордская порода была экспортирована во многие страны, и сейчас в более чем пятидесяти странах мира насчитывается более пяти миллионов чистокровных герефордов. Распространение герефордов за пределы Соединённого Королевства началось в 1817 году с Кентукки, США, перекинувшись на всю территорию Соединённых Штатов и Канады, дошло через Мексику в страны Южной Америки. Сегодня герефорды доминирует на мировой арене от Австралазии до российских степей. Их можно найти в Израиле, Японии и повсюду в Континентальной Европе, в умеренных частях Австралии, Канады, США, Казахстана и России, в центре и на востоке Аргентины, в Уругвае, Чили и Новой Зеландии, где они составляют самую большую долю из всех пород крупного рогатого скота. Они есть по всей Бразилии, также встречаются в некоторых странах Южной Африки (главным образом в ЮАР, Замбии и Зимбабве). Первоначально за большую выносливость их оценили владельцы ранчо американского Юго-запада. Несмотря на то, что герефорды произошли из прохладной и влажной Британии, они, как оказалось, смогли достичь процветания в гораздо более суровых климатических условиях почти на каждом континенте.
Всемирный Совет Герефордов находится в Великобритании. В настоящее время насчитывается 17 стран членов совета с 20-ю обществами герефордов и 10 стран, не являющимися членами, в которых насчитывается в общей сложности ещё восемь обществ. В США официальная организация герефордов, также осуществляющая реестр породы — Американская Ассоциация Герефордов. Это второе по величине общество подобного типа в стране.

## История

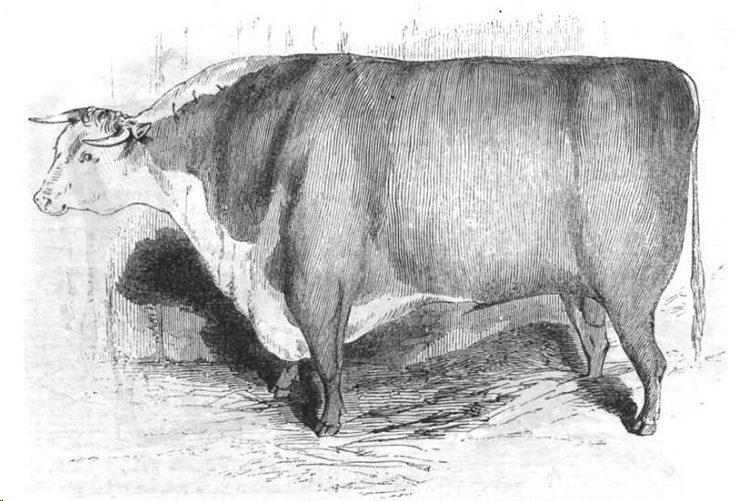
Бык герефорд мистера Джеффриса, выигравший первый приз в 1843 году на Королевской Сельскохозяйственной Выставке в Дерби

До 18-го века крупный рогатый скот в районе Херефордшир был похож на другой скот южной Англии, будучи полностью красным с белыми включениями, такой как современные Севернодевонская и Суссекская породы. В течение 18-го и начала 19-го столетий различный скот (в основном, Шортгорны) использовался для создания новой мясной породы, которая вначале различалась по цвету: разные стада варьировали от жёлтого до серого и светло-коричневого с различным количеством белого. Однако к концу XVIII века белый цвет головы, характерный для современной породы, начал закрепляться, и окончательно процесс завершился в 19-м веке.
Начало породе дал один из типов красного скота, разводимого в XVIII—XIX веках в некоторых южных и западных районах Англии. Работа по улучшению сначала велась в сторону увеличения размеров и мышечной силы, чтобы использовать животных как тягловую силу и источник мяса; специального внимания их молочной продуктивности никогда не уделялось. Английская племенная книга этой породы заведена в 1846.

### Разведение в СССР
В СССР завозят с 1928. Используют для промышленного скрещивания с молочными и молочно-мясными породами. Путём поглощения герефордами казахского и калмыцкого скота до III—IV поколения выведена Казахская белоголовая порода скота, которая фактически является зональным типом герефордской породы, поскольку при её разведении постоянно используются герефордские быки-производители.
В 1970-80-е годы в Сибири учёными ГНУ СибНИПТИЖ создана мощная популяция герефордов сибирской селекции, которая включает в себя следующие селекционные достижения:

- заводские линии Маер-Верна 88480, Шалуна Д-50, Ярлыка 413 (АлтайНИПТИЖ);

- заводской тип «Сонский»;

- тип «Садовский»;

### Разведение в России и СНГ
В России герефордскую породу разводят в Башкирии, Брянской, Новосибирской, Омской, Томской, Оренбургской, Челябинской, Калужской, Сахалинской, Свердловской, Ростовской, Саратовской, Кировской областях, Ставропольском, Забайкальском, Алтайском, Красноярском краях. Породу также разводят в Казахстане.
Ведущей научно-исследовательской организацией, работающей с герефордской породой на территории России по числу селекционных достижений является ГНУ СибНИИЖ (СибНИПТИЖ) СО РАСХН. Также одну из ведущих позиций в области развития мясного скотоводства занимает ГНУ ВНИИМС.

### Разведение в Казахстане
В 2010 году, в стране насчитывалось 2500 герефордов, в 2021 г. поголовье в Казахстане составляет 70 601 зарегистрированное животное. За эти годы около 20 тыс. голов были импортированы, остальные выведены уже в Казахстане. Порода представлена в большинстве областей Казахстана: Акмолинская, Актюбинская, Алматинская, ВКО, ЗКО, Карагандинская, Костанайская, Павлодарская, СКО, Туркестанская, Жамбылская.

## Характеристика
Герефорды выносливы, приспособлены к различным природным условиям, к продолжительному содержанию на пастбищах, хорошо переносят длительные перегоны. Они завоевали признание во всем мире, и характерная для них белая голова присутствует у всех потомков, полученных от скрещивания с другим скотом. Порода очень хорошо адаптировалась к намного более жаркому, чем в Англии, климату, и сейчас это, вероятно, самый многочисленный и распространённый на планете крупный рогатый скот мясного направления. Его влияние испытали ещё 20—30 других пород, особенно в Северной Америке и России. Порода славится прежде всего крупными размерами, силой и приспособленностью к пастбищам самого разного типа.

### Экстерьер

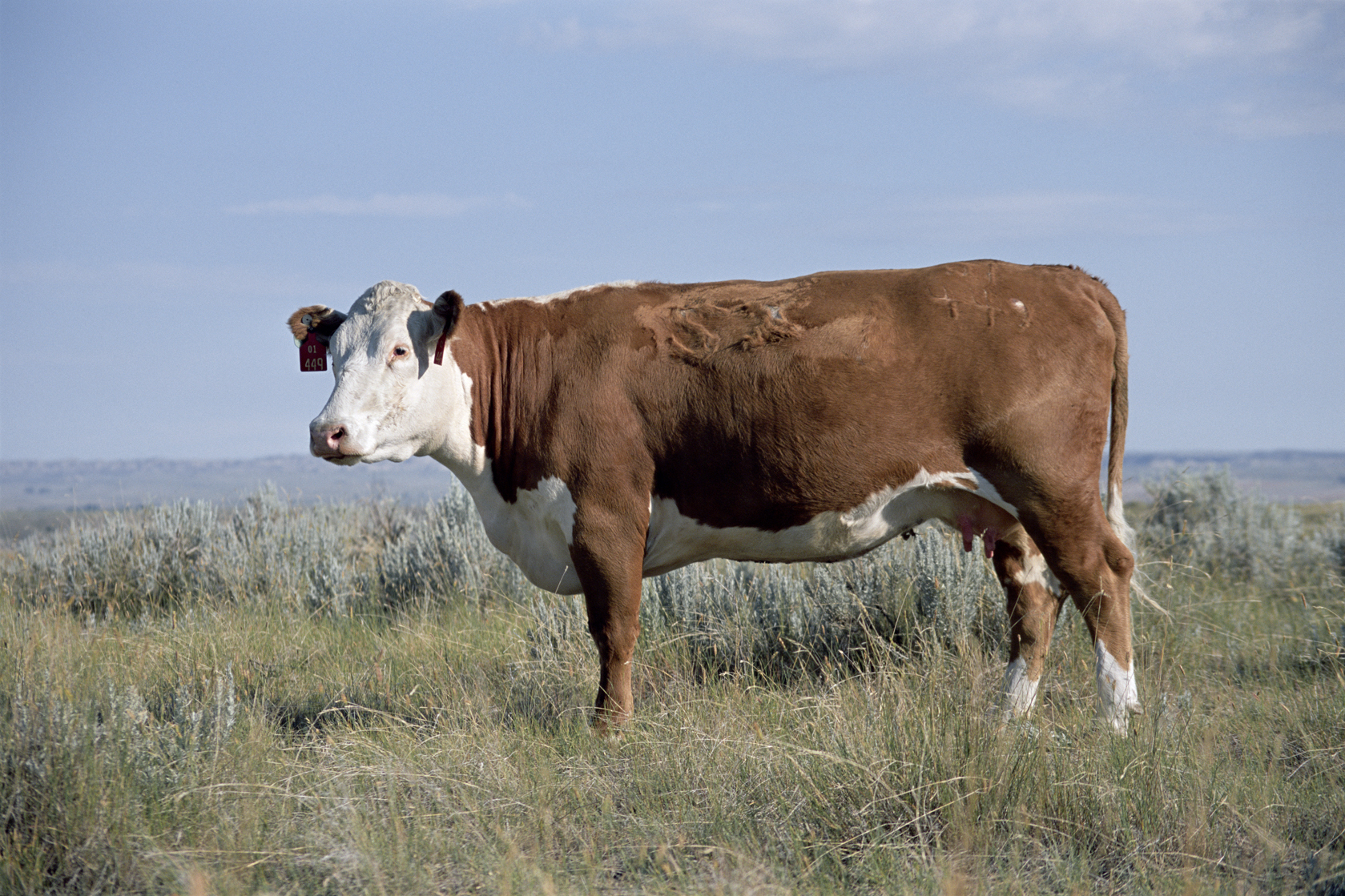
Корова породы Герефорд

Животные типичного мясного сложения. Туловище бочкообразное, приземистое, широкое, глубокое, сильно выступает подгрудок. У герефордов тёмно-красное туловище, белая голова (особенно лицевая часть), шея, нижняя часть, нижняя часть конечностей и кисть хвоста белые. Средние промеры коров (в см): высота в холке 125, глубина груди 72, обхват груди 197, косая длина туловища 153, обхват пясти 20.

### Комолые герефорды

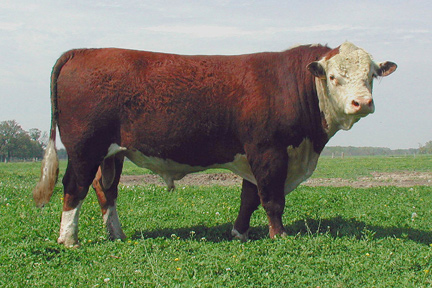
Комолый герефордский бык

Комолые герефорды — это безрогий тип герефордов с геном комолости, который появился в результате естественной мутации. Комолый тип был выведен в отдельную породу в 1889 году. Владелец Ранчо из Айовы Уорен Гемнон капитализировал идею разведения комолых герефордов и поставил на учёт в племенную книгу 11 безрогих животных. Американская Ассоциация Комолых Герефордов (APHA) была основана в 1910 году.

### Продуктивность
Средние показатели продуктивности герефордского скота
| Показатель                 | Быки     | Коровы       |
| -------------------------- | -------- | ------------ |
| Вес при рождении (кг)      | 28-33    | 25-30        |
| Вес взрослых животных (кг) | 900-1350 | 650-850      |
| Привесы (г/день)           | 800-1500 | 800-1250     |
| Возраст первого отёла      | -        | 24-30 (мес.) |

Лучшие бычки герефордской породы на 1 кг своего прироста расходуют 5,3 – 6,2 кормовых единицы. Скот хорошо откармливается и нагуливается, даёт высококачественное мраморное мясо. Убойный выход 58—62 %, наибольший до 70 %. Молочность коров невысокая, удой за 305 дней лактации составляет 2500 – 3000 кг. Но герефордов, как и другой мясной скот, не доят, а содержат телят на подсосе.

#### Критика породы
Американский институт мясного скотоводства (Clay Center, Nebraska) представил итоги исследований десяти пород мясного скота: чтобы получить 210 кг чистого мяса (без жира и костей), бычка герефордской породы с момента отъема необходимо кормить на протяжении 319 дней и затратить количество корма, эквивалентное 8953 Мкал, бычков породы абердин-ангусская — соответственно 286 дней и 8026 Мкал, лимузин — 165 дней и 3675 Мкал, шароле — 163 дня и 4243 Мкал. 
Поэтому даже в Великобритании меняют структуру поголовья мясных пород, уже в статистике 2015 года доля животных породы Лимузин  составляла 28%, Шароле — 12%, Абердин-ангусской — 17%, Герефорд — менее 5% (последнюю включали в графу «другие породы» наряду с салерс и обрак). 
К настоящему времени в Великобритании Герефорды имеют ценность только для сохранения генетики. В основном используются в качестве скрещивающего производителя для производства телят из пород молочных коров. 

## Кулинария
Мясо животных герефордской породы, наряду с абердин-ангусской породой, считается наилучшим для приготовления стейков. Мясо отличается мраморностью.
Рекомендуемые степени прожарки стейков — «rare» (стейк с кровью (непрожаренное мясо), обжаренное снаружи, красное внутри, t = 49—55 °С) и «Medium rare» (лишь доведённое до состояния отсутствия крови мясо, с соком ярко выраженного розового цвета, t = 55—60 °С)